# Enantioppia multituberculata
Enantioppia multituberculata är en kvalsterart som beskrevs av Balogh och Sandór Mahunka 1969. Enantioppia multituberculata ingår i släktet Enantioppia och familjen Granuloppiidae. Inga underarter finns listade i Catalogue of Life.